# تحالف تصميم
تحالف تصميم هو تحالف سياسي في العراق. أسسه محافظ البصرة أسعد العيداني، تنافس الحزب لأول مرة في الانتخابات البرلمانية العراقية 2021 وفاز بخمسة مقاعد. وحصل على 153,614 صوتًا أو 1.73٪ من إجمالي الأصوات في انتخابات 2021. فاز بجميع مقاعده السبعة من محافظة البصرة.